# Мак хакасский
Мак хакасский (лат. Papaver chakassicum) — вид травянистых растений из рода Мак семейства Маковые (Papaveraceae).

## Ботаническое описание
Многолетнее травянистое растение. Образует не крупные, плотные дерновинки.
Листья перисто рассечённые, на тонких длинных черешках. Могут быт цельнокрайными или с немногочисленными зубцами. Опушение не густое, полуприжатыми волосками.
Цветоносы также опушенные, высотой до 35 см. Цветки желтые, 4—5 и более см в диаметре.
Коробочки продолговатые или в средней части слегка расширенные, бочонковидные, покрыты волосками, иногда голые.
Цветёт в мае — июне.

## Распространение
Растёт в каменистых и песчаных степях, на каменистых склонах. В Республике Хакасия известно несколько местонахождений: Аскизский район — окрестности деревень Камышта, Усть-Камышта, горный массив Саксары; Ширинский район — окрестности посёлка Туим. В настоящее время происходит резкое сокращение численности в связи с хозяйственной деятельности человека. Занесён в Красную книгу Республики Хакасия.

## Систематика
В настоящее время статус этого таксона не определён, некоторыми систематиками он рассматривается как синоним вида Мак голостебельный (Papaver nudicaule L.), или как его разновидность, встречающаяся в низкогорных степях юго-восточного Алтая.